# Deuda pública

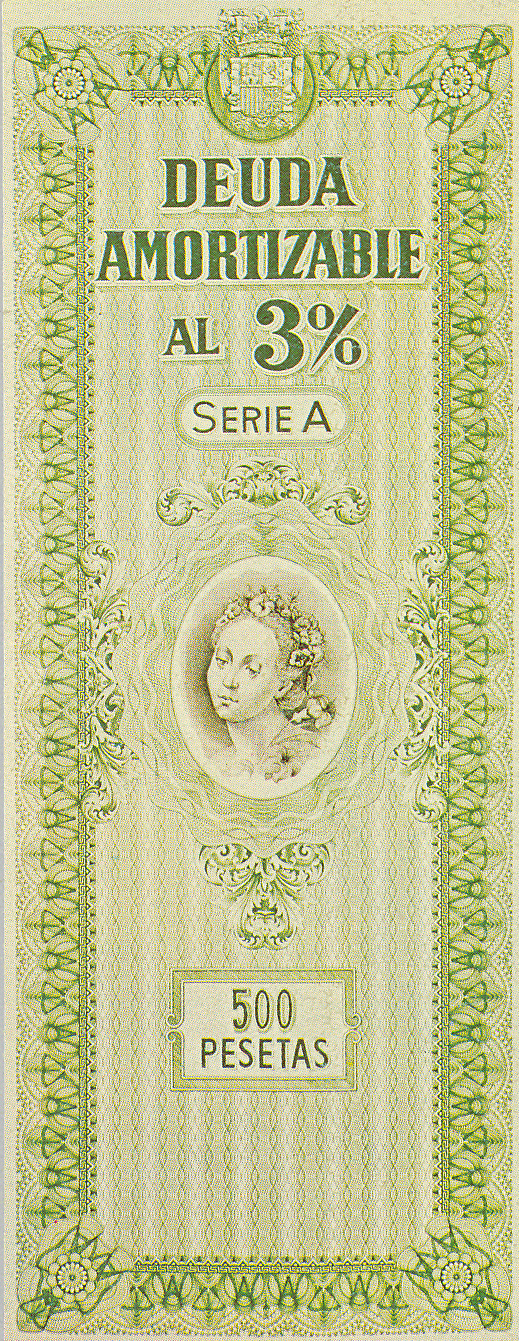
Imagen parcial de un antiguo título de deuda pública de España. Ya no se realizan en papel sino mediante anotaciones en cuenta, por lo que los derechos adquiridos quedan registrados en un archivo.

Por deuda pública o deuda soberana se entiende al conjunto de deudas que mantiene un Estado frente a los particulares u otros países. Constituye una forma de obtener recursos financieros por el Estado o cualquier poder público materializado normalmente mediante emisiones de títulos de valores o bonos. Incluye la deuda externa y la deuda interna.

## Naturaleza de la deuda pública
Para financiar sus actividades, el sector público puede utilizar esencialmente tres medios: 
- Impuestos y otros recursos ordinarios (precios públicos, transferencias recibidas, tasas, etc.).
- Creación de dinero, mediante un proceso de expansión monetaria.
- Emisión de deuda pública.

Pero además de esto, el Estado puede utilizar la deuda como instrumento de política económica y en este caso debe aplicar la política de deuda que considere en cada momento más apropiada a los fines que persigue. 
La deuda pública puede afectar, de una manera más o menos directa, a variables económicas de las que depende básicamente el funcionamiento real de la economía, tales como la oferta monetaria, el tipo de interés, el ahorro y sus formas de canalización, bien sea nacional o extranjero, e intermunicipal, etc.
La deuda pública es la obligación que tiene el Estado por los préstamos totales acumulados que ha recibido o por los que es responsable, expresándose a través del valor monetario total de los bonos y obligaciones que se encuentran en manos del público.

## Emisión y amortización
Cuando un Estado emite deuda, recibe el dinero (llamado principal) y va reembolsando periódicamente los intereses a lo largo del plazo acordado (de 3 meses a 30 años). En cuanto al principal, se devuelve al final de ese periodo, de forma completa. Para lo cual se puede emitir una nueva deuda (eso se llama amortización de deuda).

## Clases de deuda pública

### Deuda real y ficticia
Cuando el Tesoro Público emite títulos de deuda, esta puede ser adquirida por bancos privados, particulares y el sector exterior, pero también se puede ofrecer la deuda al Banco Central del país. Esta última deuda se considera ficticia, puesto que dicho banco es un organismo de la administración pública y en realidad la operación de deuda equivale, incluso en sus efectos monetarios, a una creación solapada de dinero. La distinción entre deuda real y ficticia tiene gran importancia desde el punto de vista de la estabilidad económica.

### Deuda a corto, medio y largo plazo
Un aspecto que reviste importancia a efectos de la política económica es el del plazo de duración del empréstito.
- Deuda a corto plazo: se emite con un vencimiento inferior a un año y suele funcionar como una especie de letra de cambio, en este caso del Estado. En España, la deuda a corto plazo está representada por las Letras del Tesoro. La deuda a corto plazo se ha venido utilizando para cubrir necesidades de tesorería del Estado, los llamados déficit de caja que presentan coyunturalmente los presupuestos del Estado. Este tipo de títulos de deuda pública tienen una duración de 3, 6, 12 o 18 meses con un valor nominal de 1000 euros en un mercado en el que pueden acceder tanto personas físicas como jurídicas siendo su tributación como rendimiento de capital mobiliario y materialización mediante anotaciones en cuenta. Estas se emiten al descuento, es decir, se compran a un precio inferior al valor nominal que será recibido al cuando venza, siendo la diferencia entre estos, el rendimiento que genera dicho título.[3]
- Deuda a medio plazo: cumple la misión de conseguir fondos para la financiación de gastos ordinarios. En España cumplen este papel Los bonos del Estado.
- Deuda a largo plazo: tiene la misión de financiar gastos extraordinarios y de dilatada rentabilidad. En algunos casos, especialmente en programas de vivienda asequible financiados mediante deuda pública, los ciudadanos acceden a créditos hipotecarios otorgados con condiciones favorables. Estos créditos suelen ser canalizados a través de un bróker hipotecario,[4] que actúan como intermediarios entre los prestatarios y las instituciones financieras públicas o privadas encargadas de la financiación.

Dentro del largo plazo puede tener una duración muy variada e incluso puede ser de duración ilimitada, dando lugar a la deuda perpetua. En España están representados por las obligaciones del Estado.

### Deuda amortizable y perpetua
El Estado puede emitir títulos de deuda amortizables, en los que al llegar el momento del vencimiento el principal de la deuda es reembolsada a su titular. 
Frente a este tipo de deuda existe un modelo de deuda perpetua en el que no existe vencimiento de la misma y por tanto nunca es reembolsado el principal por el Estado. A cambio su titular cobrará de manera perpetua los intereses pactados en su emisión. Para que este tipo de deuda tenga sentido, debe existir un mercado donde se pueda negociar este título. Cuando el Estado desea amortizar esta deuda, deberá acudir al mercado y deberá comprarla al precio al que esté vigente en ese momento.

### Deuda interna y externa

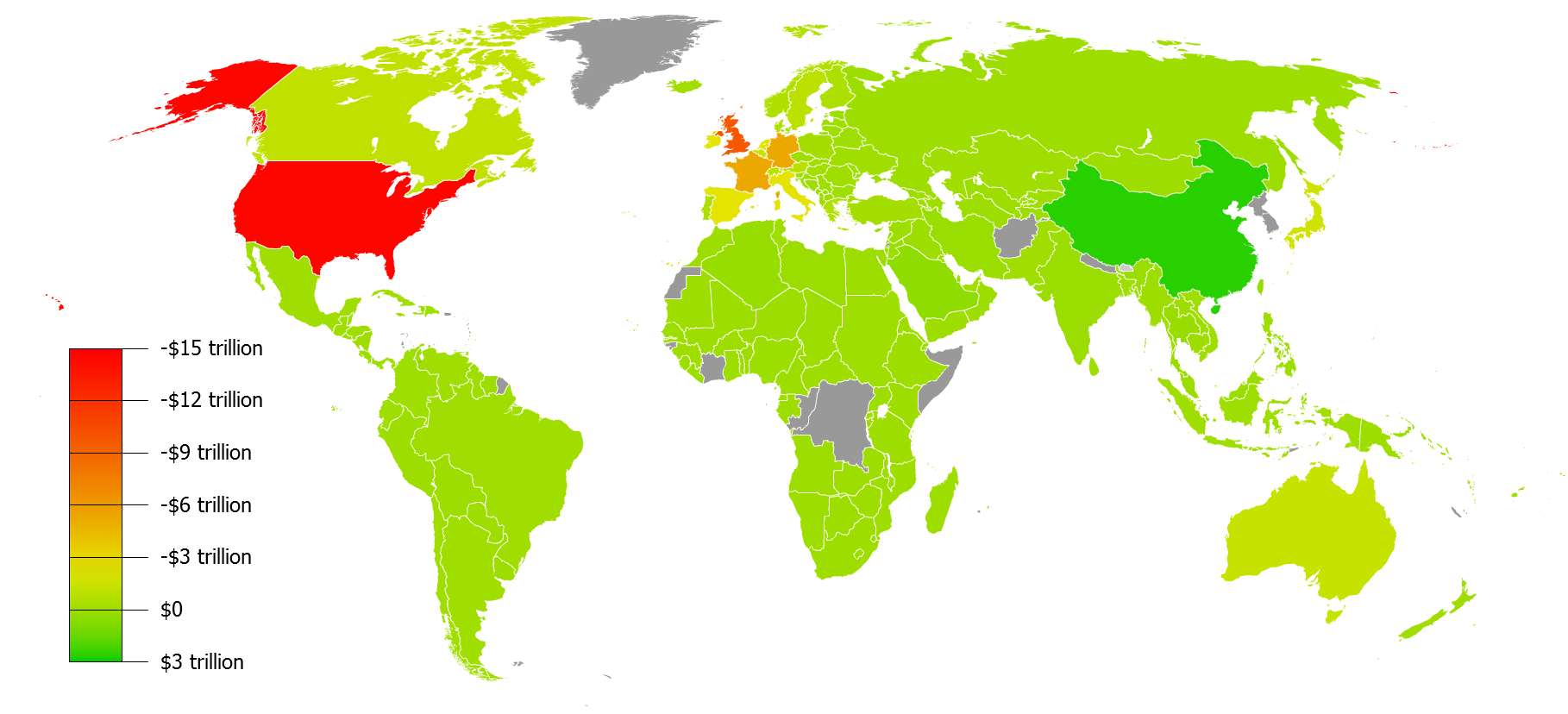
Mapa de países por reservas en moneda extranjera y oro menos la deuda externa sobre la base de datos de 2010 la CIA Factbook

Uno de los aspectos que ofrece mayor importancia por sus repercusiones económicas, es el de conocer en manos de quién está la deuda, y en este sentido es necesario distinguir entre deuda interna y externa.
La primera es suscrita por nacionales y todos sus efectos quedan circunscritos al ámbito de la economía interna. La deuda externa, por el contrario, es suscrita por extranjeros y por ello tiene importantes novedades en cuanto a sus aspectos económicos, tanto para la economía nacional como para la de aquellos que suscriben la deuda.
En este sentido la deuda externa posibilita los fondos necesarios sin menoscabo del ahorro nacional. Estas ventajas que ofrece a corto plazo la deuda externa tiene su contrapartida en el momento de la amortización de la deuda, cuando será necesario captar los recursos en el país sin que esos recursos produzcan una compensación en otros ciudadanos internos.
Dos de las organizaciones financieras de crédito más importantes a nivel internacional son el Fondo Monetario Internacional y el Banco Mundial.

## La deuda pública como mecanismo de política monetaria
El endeudamiento es un instrumento de la política monetaria y fiscal de los Estados. Gracias a la compraventa de títulos de deuda pública, un Estado puede aumentar o reducir la cantidad de dinero en circulación:
- Si hay inflación sobra dinero en el mercado. El Estado puede vender deuda pública (cambiar títulos por dinero) para así reducir la cantidad de dinero en circulación.

- Si hay deflación el Estado puede comprar los títulos de deuda pública (dar dinero a cambio de ellos) para aportar más dinero al mercado.

En la Unión Europea, dado que la política monetaria se ha cedido al Banco Central Europeo, los Estados tienen límites en la cantidad de deuda pública que pueden emitir, ya que sería una forma de interferir en la política monetaria común.

### La pignoración automática de la deuda pública
La pignoración automática de la deuda pública es la posibilidad que tienen los tenedores de títulos de deuda emitidos por el Estado de acudir al banco central del país y obtener un crédito con la garantía de los propios títulos. En España, hasta la Ley de 26 de diciembre de 1958, la deuda pública emitida por el Estado tenía concedido el privilegio de pignoración automática en el Banco de España. Esta cambio en la legislación se encuadró dentro del paquete de medidas que preparó el denominado Plan de Estabilización de 1959 que supuso una ruptura con la política autárquica llevada a cabo hasta ese momento por el gobierno franquista.
La pignoración automática de la deuda dificulta considerablemente la regulación de la oferta monetaria y supone una vía indirecta de financiar los déficits públicos por la vía de la expansión monetaria, y es considerada una fuente de presión inflacionista. De esta manera el banco central, al estar obligado a pignorar toda la deuda pública que le llegue, pierde el control sobre la emisión de dinero, haciendo inviable el control de la política monetaria y de los precios.

## La deuda pública como instrumento del mercado de valores de renta fija
Habitualmente, los valores de deuda son vistos como instrumentos de inversión muy confiables, debido a la gran seguridad de recuperación y a los rendimientos que generan, porque —salvo casos excepcionales— los entes públicos cumplen sus obligaciones. Por lo mismo se les considera de bajo riesgo. En cualquier caso, y dependiendo de cada país, las agencias de calificación de riesgos califican el riesgo crediticio, que puede ser mayor o menor, y que sirve de referencia a los inversores a la hora de exigir un mayor o menor interés.
La deuda pública se estructura a plazo fijo. Hasta el vencimiento no se recupera la inversión. Por ello, a los estados les interesa la existencia de un mercado de valores en el cual se negocien los títulos.
De esta forma, si una persona quiere recuperar su inversión, busca un comprador de sus títulos, que le pagará algo más de lo que a él le costó el título (aunque el precio depende de la evolución de los tipos de interés). Esto hace mucho más atractiva la deuda pública para los inversores, al aumentar la liquidez.
Históricamente, los mercados de valores nacen como negociación de deuda privada y posteriormente comienzan a negociar deuda pública.

## Financiación del déficit público a través de la deuda pública
Existen distintas formas de financiar un déficit, al menos en el corto plazo. La más importante es el endeudamiento interno. En este caso, el Tesoro Público emite bonos que son adquiridos por agentes privados, no por el banco central. Esta forma de endeudamiento permite al gobierno sostener un déficit sin disminuir sus reservas ni aumentar la oferta monetaria.
Al financiar el déficit fiscal con un aumento de la deuda interna, solo se posterga la fecha en la que se desatará la inflación, esto es, provee los recursos ahora, pero es una deuda que deberá pagarse en el futuro. El pago de intereses sobre una deuda fiscal aumenta los gastos del Estado, incrementando más el déficit futuro. El resultado puede ser mayor inflación en el futuro, un problema que no ocurre si el déficit se financia con emisión de dinero desde el principio. Dicho de otro modo, endeudarse hoy puede postergar la inflación, pero a riesgo de una tasa inflacionaria más alta en el futuro.

## La relación entre deuda y PIB
Más que el valor absoluto de la deuda, un índice importante de la viabilidad económica y financiera de un Estado es la relación entre la deuda pública y producto interno bruto (PIB). En cuanto a la relación entre deuda pública y producto interno bruto, hay cuatro posibles situaciones en las que el Estado puede estar en un año determinado:
1. La tasa de crecimiento del PIB es menor que la tasa de interés de los bonos del gobierno y también hay un déficit primario como porcentaje del PIB, en el sentido de que las salidas del estado son mayores que los ingresos en relación con el PIB. En este caso, la relación deuda / PIB tiende a aumentar indefinidamente.
2. La tasa de crecimiento del PIB es mayor que la tasa de interés de los bonos, pero todavía hay un déficit primario como porcentaje del PIB. En este caso, la relación deuda / PIB decrecerá hasta un cierto valor (que se llama "estado estacionario") si y solo si, la relación deuda / PIB es mayor que el estado de equilibrio inicial. En particular, en este caso en que disminuye la relación deuda / PIB, es necesario que el PIB crezca a un ritmo suficiente como para hacer disminuir la diferencia, y que el déficit primario sea tan pequeño como sea posible. Si la relación deuda / PIB es menor que el estado de equilibrio inicial, el ratio de deuda / PIB siempre converge hacia el estado estacionario, pero en orden ascendente.
3. La tasa de crecimiento del PIB es menor que la tasa de interés de los bonos, pero se ha producido por el aumento de impuestos, así que hay un déficit primario y los ingresos son más salidas. En este caso, la relación deuda / PIB se reducirá y cancelará después de un tiempo determinado si y solo si, la relación deuda / PIB es menor que el estado de equilibrio inicial. En particular, que la disminución de la deuda / PIB, la diferencia debe ser lo suficientemente pequeña, y los ingresos lo suficientemente grandes. Si la relación deuda / PIB es mayor que el estado de equilibrio inicial, el ratio de deuda / PIB tiende a aumentar indefinidamente.
4. La tasa de crecimiento del PIB es mayor que la tasa de interés de la deuda y se ha producido un aumento de impuestos, por lo que hay un déficit primario y el ingreso es mayor que las salidas. En este caso, la relación deuda / PIB se reducirá rápidamente a cero.

### Tratamiento matemático de la relación deuda / PIB
La siguiente ecuación en diferencias en la relación deuda / PIB muestra cómo el valor de la deuda pública en el tiempo t (Bt)es igual al valor nominal de la deuda en el año anterior (Bt-1), multiplicado por (1 + i), donde i es la tasa de interés nominal de los bonos, más el déficit primario (Dt) (la diferencia entre la producción y los ingresos del gobierno, excluyendo pagos de intereses): 
{\displaystyle \ B_{t}=B_{t-1}(1+i)+D_{t}}
Dividiendo la ecuación para el PIB, y suponiendo que el aumento del PIB del tiempo t-1 en el tiempo t es igual a 1 + n (n es la tasa de crecimiento del PIB nominal), se obtiene la ecuación en diferencias b_{t} :
{\displaystyle {\frac {B_{t}}{Y_{t}}}={\frac {B_{t-1}}{Y_{t}}}(1+i)+{\frac {D_{t}}{Y_{t}}}}
:{\displaystyle {\frac {B_{t}}{Y_{t}}}={\frac {\frac {B_{t-1}}{Y_{t-1}}}{\frac {Y_{t}}{Y_{t-1}}}}(1+i)+{\frac {D_{t}}{Y_{t}}}}
Ahora, suponiendo una relación constante de déficit primario y el PIB, tenemos:
{\displaystyle b_{t}=b_{t-1}{\frac {1+i}{1+n}}+d}
Cálculo {\displaystyle b_{1}} se obtiene:
{\displaystyle b_{1}=b_{0}{\frac {1+i}{1+n}}+d}
Cálculo {\displaystyle b_{2}} , se obtiene:
{\displaystyle b_{2}=b_{1}{\frac {1+i}{1+n}}+d=b_{0}\left({\frac {1+i}{1+n}}\right)^{2}+\left({\frac {1+i}{1+n}}\right)d+d}
Cálculo {\displaystyle b_{3}} tenemos:
{\displaystyle b_{3}=b_{2}{\frac {1+i}{1+n}}+d=b_{0}\left({\frac {1+i}{1+n}}\right)^{3}+\left({\frac {1+i}{1+n}}\right)^{2}d+\left({\frac {1+i}{1+n}}\right)d+d}
Cálculo {\displaystyle b_{t}} se obtiene:
{\displaystyle b_{t}=b_{0}\left({\frac {1+i}{1+n}}\right)^{t}+\left({\frac {1+i}{1+n}}\right)^{t-1}d+\dots +\left({\frac {1+i}{1+n}}\right)^{3}d+\left({\frac {1+i}{1+n}}\right)^{2}d+\left({\frac {1+i}{1+n}}\right)d+dConjuntoK:=\left({\frac {1+i}{1+n}}\right)}
, y el lugar:
{\displaystyle S_{n}:=\left({\frac {1+i}{1+n}}\right)^{t-1}d+\dots +\left({\frac {1+i}{1+n}}\right)^{3}d+\left({\frac {1+i}{1+n}}\right)^{2}d+\left({\frac {1+i}{1+n}}\right)d+d}
tenemos:
{\displaystyle \ S_{n}:=K^{t-1}d+\dots +K^{3}d+K^{2}d+Kd+d}
Multiplicando :{\displaystyle S_{n}} de K, se tiene:
{\displaystyle \ -S_{n}K=-K^{t}d-\dots -K^{4}d-K^{3}d-K^{2}d-dK}
Sumando las dos ecuaciones, miembro a miembro, se obtiene:
{\displaystyle \ S_{n}-S_{n}K=-K^{t}d+d} que produce:
{\displaystyle \ S_{n}={\frac {1-K^{t}}{1-K}}d}
Por lo tanto tenemos:
{\displaystyle b_{t}=K^{t}b_{0}+{\dfrac {1-K^{t}}{1-K}}d=\left({\frac {1+i}{1+n}}\right)^{t}b_{0}+{\dfrac {\left(1-\left({\frac {1+i}{1+n}}\right)^{t}\right)}{1-{\frac {1+i}{1+n}}}}d}
que es igual a:
{\displaystyle b_{t}=\left({\dfrac {1+i}{1+n}}\right)^{t}\left[b_{0}-d\left({\dfrac {1+n}{n-i}}\right)\right]+d\left({\dfrac {1+n}{n-i}}\right)}
Obtuvo la secuencia :{\displaystyle b_{t}} es imposible saber lo que el ratio de deuda / PIB a partir de 1 año, 2 años, …, t años sabiendo :{\displaystyle b_{0}} , i, I d
Para evaluar en qué casos la relación deuda pública sobre PIB está aumentando o disminuyendo, ya que la secuencia b_{t} se define en los años 1, 2, .., t si tenemos en cuenta la función correspondiente definida en todo el tiempo y no de, solo este año, se sigue trabajando en T se puede calcular la derivada, en donde esta función es creciente o decreciente a través de su T será ascendente o descendente determinación del orden de años, solo 1, 2, .., t representa un subconjunto de T.
Por lo tanto, la derivada es igual a:
{\displaystyle {\dfrac {\mathrm {d} b(t)}{\mathrm {d} t}}=K^{t}\log(K)\left(b_{0}-{\dfrac {d}{1-K}}\right)}

#### Segundo caso: (d> 0 y K <1, y n> i)

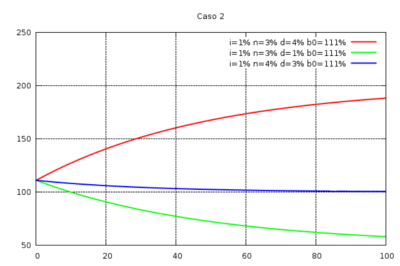
y por tanto.

Si los resultados superan a los ingresos del Estado, pero la tasa de crecimiento del PIB es mayor que la tasa de interés de los bonos del gobierno, tenemos:
{\displaystyle {\dfrac {d}{1-K}}>0\quad y\quad \log(K)<0}
continuación:
si la derivada es positiva (es decir, :{\displaystyle b_{0}} ), la relación deuda / PIB crece
si la derivada es negativa (es decir, :{\displaystyle b_{0}>{\dfrac {d}{1-K}}} ), disminuye la relación deuda / PIB.
El término :{\displaystyle {\dfrac {d}{1-K}}={\dfrac {d(1+n)}{ni}}} es un estado estacionario, de modo que la relación deuda / PIB disminuye, es necesario que la relación deuda / PIB es mayor que el inicial el estado de equilibrio y qué sucede si n es suficientemente grande en comparación con i, y si d es lo suficientemente pequeño, por lo que la deuda inicial es mayor que el estado estacionario.
Además, puesto que :{\displaystyle \lim _{t\to +\infty }{b_{t}}={\dfrac {d}{1-K}}} , la relación deuda / PIB converge en el estado de equilibrio (o aumentando o disminuyendo).

#### Tercer caso: (d <0 y K> 1 y así n <i)

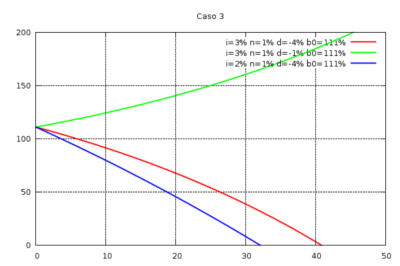
y por tanto.

Si los ingresos del Estado superior a los gastos y si la tasa de crecimiento del PIB es menor que la tasa de interés de los bonos del gobierno, tenemos:
{\displaystyle {\dfrac {d}{1-K}}>0\quad y\quad \log(K)>0}
entonces
si la derivada es positiva (es decir, {\displaystyle b_{0}>{\dfrac {d}{1-K}}} ), deuda / PIB crece
si la derivada es negativa (es decir, {\displaystyle b_{0}} ), el PIB de la deuda / disminuye.
El término {\displaystyle {\dfrac {d}{1-K}}={\dfrac {d(1+n)}{ni}}} es un estado estacionario, por lo tanto, que la disminución de la deuda / PIB, es necesario que la relación deuda / PIB es menor que el inicial estado de equilibrio y qué sucede si n es casi igual a i, y si d es suficientemente grande, por lo que la deuda es menor que el estado de equilibrio inicial.
Por otra parte :{\displaystyle \lim _{t\to +\infty }{b_{t}}=+\infty } cuando la razón deuda / PIB crece, mientras que nosotros tenemos que :{\displaystyle \lim _{t\to +\infty }{b_{t}}=-\infty } cuando la razón deuda / PIB se reduce, porque el cálculo de la forma indeterminada del tipo {\displaystyle \infty -\infty } se obtiene como resultado {\displaystyle -\infty } , por lo que en este caso, después de cierto tiempo, la relación deuda / PIB se ha cancelado.

#### Cuarto caso (d <0 y K <1, y n> i)

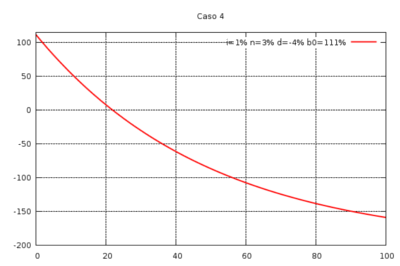
y por tanto.

Si los ingresos del Estado superior a los gastos y la tasa de crecimiento del PIB es mayor que la tasa de interés de los bonos del gobierno, tenemos:
{\displaystyle {\dfrac {d}{1-K}}\quad y\quad \log(K)<0}
entonces la derivada es siempre negativa, por lo que b_{t} es decreciente y siempre:
{\displaystyle \lim _{t\to +\infty }b_{t}={\dfrac {d}{1-K}}}
así que después de un cierto período de tiempo, el PIB de la deuda / se cancela.

#### Primer caso: (d> 0 y K> 1 y así n <i)

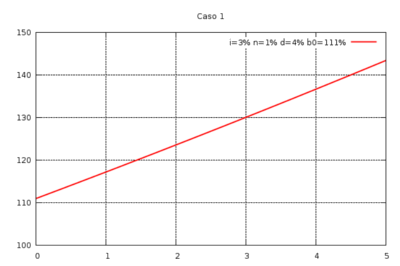
y por tanto.

Si las salidas del estado superior a los ingresos y la tasa de crecimiento del PIB es menor que la tasa de interés de los bonos del gobierno, tenemos:
{\displaystyle {\dfrac {d}{1-K}}\quad y\quad \log(K)>0} entonces la derivada es siempre positiva por lo que b_{t} es creciente y se
{\displaystyle \lim _{t\to +\infty }b_{t}=+\infty }

### El tratamiento matemático de la relación deuda / PIB constante
Dada la sucesión deuda / PIB
{\displaystyle b_{t}=\left({\dfrac {1+i}{1+n}}\right)^{t}\left[b_{0}-d\left({\dfrac {1+n}{n-i}}\right)\right]+d\left({\dfrac {1+n}{n-i}}\right)}
sumando y restando a la derecha de la ecuación anterior, el término b_{0} y reordenando términos, obtenemos:
{\displaystyle b_{t}=b_{0}+\left[b_{0}-d\left({\dfrac {1+n}{n-i}}\right)\right]\left[\left({\dfrac {1+i}{1+n}}\right)^{t}-1\right]}
Se observa que demuestra que:
{\displaystyle b_{t}=b_{0}}
y entonces la deuda pública en relación con el PIB sigue siendo constante necesidad de:
{\displaystyle (1)\quad \left[b_{0}-d\left({\dfrac {1+n}{n-i}}\right)\right]=0}
Podría parecer que para i = n de la deuda pública en relación con el PIB se mantiene constante, pero esto no es una hipótesis es correcta porque:
{\displaystyle \lim _{n\to i}b_{t}=b_{0}+dt}
Que la relación deuda / PIB se mantiene constante necesidad de cancelar (1), el Estado puede actuar a través de una política económica tanto b_{0} de que d (déficit / PIB que es la diferencia entre los ingresos y los gastos en comparación con el PIB) en práctica puede actuar solo por las tasas de interés principalmente seguir la lógica de los mercados financieros, mientras que n (tasa de crecimiento del PIB) puede hacer que las políticas de su aumento, por ejemplo, reduciendo el costo de la mano de obra, pero en cualquier caso, también la intervención de n no es sencilla debido a que el Estado no puede predecir en este caso, ya que la reducción de los costes laborales afectaría n. En la práctica, para lograr un presupuesto equilibrado y lo que la ecuación de rearme (1), el Estado debe actuar principalmente en b_{0} y d.
Por ejemplo, si la deuda pública respecto al PIB es del 120% y luego b_{0}=120% , el Estado puede, por ejemplo, vender una parte de sus bienes con el fin de reducir b_{0} con la consiguiente reducción de d para obtener la reducción a cero ecuación (1) evitando así una excesiva reducción de los gastos superan a los ingresos.
Por ejemplo, si la relación deuda / PIB es la inicial
{\displaystyle b_{0}={\dfrac {B_{0}}{Y_{0}}}=120\%}
y la deuda inicial
{\displaystyle B_{0}=2.000} millones de €
entonces el PIB es
{\displaystyle Y_{0}={\dfrac {2.000}{1,20}}=1.666} millones de €
Si la tasa de crecimiento del PIB es n=1\% y la tasa de interés de los bonos del gobierno es i=7\%
Así que muestra que:
{\displaystyle (1)\quad \left[b_{0}-d\left({\dfrac {1+n}{n-i}}\right)\right]=0}
debe ser:
{\displaystyle d={\dfrac {b_{0}(n-i)}{1+n}}={\dfrac {1,20(0,01-0,07)}{1+0,01}}=-0,071=-7,1\%}
pero como el PIB = € 1,666 mil millones de entonces
{\displaystyle D=d*Y=-1.666*7,1\%=-118,286} millones de €
de modo que la relación deuda / PIB se mantiene constante debe haber un superávit primario de € 118 286 000 000 de ello es que los ingresos son más que el resultado de € 118 286 000 000.

## Deuda pública y el crecimiento económico
Se puede evaluar cuáles son las consecuencias del PIB, el empleo nivel de precios y la tasa de interés de un cambio en el gasto público y de la oferta monetaria "por el banco central, que reúne el modelo IS-LM y el Modelo AD modelo keynesiano -AS.
De acuerdo con la inversión hipótesis keynesiana en valores de los hogares (ahorro S) no depende solo de la tasa de interés, sino también por el nivel de ingresos (PIB), por lo tanto S sY =, donde s es la propensión marginal a ahorrar con 0 <s < 1. Los títulos de las familias pueden financiar o corporativo inversión I (r) con r la tasa de interés o el gasto público del Estado, por tanto G:
{\displaystyle (1)\quad sY=I(r)+G}
La función es decreciente en r, de hecho, las empresas de menor tasa de interés estarán dispuestos a invertir, porque ellos alcanzarán los préstamos en el mercado de capitales a un ritmo menor.Por lo tanto:
{\displaystyle I^{'}(r)<0}
En nuestro sistema económico de todas las actividades que hayan de efectuarse en dos categorías: ". Dinero" aquellos que ganan intereses, denominados "títulos" y los que no pagan ningún interés llamado
La demanda de dinero es la cantidad de dinero que necesitan para ofrecer a las familias en la compra. Aumenta con el aumento del PIB de hecho, si el PIB crece a medida que la necesidad de dinero en los hogares para llevar a cabo sus transacciones, mientras que disminuye con el aumento de los valores de tasas de interés ya que las familias se sientan más conveniente invertir en valores, en lugar que tienen dinero.
La demanda de dinero es por lo tanto una función diferenciable de dos variables Y y r donde r es la tasa de interés. Puesto que L (y, r), aumentando en Y y la disminución en r es:
{\displaystyle L_{Y}(Y_{*},r_{*})={\dfrac {\delta L}{\delta Y}}>0}
Y de otra parte,
{\displaystyle L_{r}(Y_{*},r_{*})={\dfrac {\delta L}{\delta r}}<0}
La demanda de dinero crece en proporción al nivel de precios, de hecho, por ejemplo, cuando los precios de doble toma el doble de dinero de esta manera:
{\displaystyle M_{D}=p*L(Y,r)}
Además, dado que los agentes económicos pueden tener exactamente la cantidad de dinero ofrecida por el Banco Central, entonces la oferta monetaria debe ser igual a la demanda de dinero por lo tanto:
{\displaystyle (2)\quad p*L(Y,r)=M:}
Suponiendo que todo el comercio se basa en el intercambio de bienes y de trabajo, la cantidad de bienes que una empresa tiene que dar a cambio de una hora de trabajo se llama salario real. Pero dado que el trabajo se vende a cambio de dinero y bienes que el salario real se obtiene de la relación entre el salario nominal W y P el precio de las mercancías.
Dado que los beneficios de todas las empresas que forman parte de la economía está dada por la diferencia entre el PIB y el costo de la mano de obra utilizada:
{\displaystyle \Pi =f(N)-{\dfrac {W}{P}}N}
donde f (n) es el PIB aumenta con el número de puestos de trabajo n y suponiendo también que la función f (N) es cóncava y que crece cada vez menos con el aumento de N debido a que el trabajo se utiliza con una cantidad fija de capital, por lo tanto, es:
{\displaystyle {\dfrac {d(f(N))}{dN}}>0}
```
   Y de otra parte,
```

{\displaystyle {\dfrac {d^{2}(f(N))}{dN}}<0}
Cuando el PIB es la equivalencia:
{\displaystyle (3)\quad Y=f(N)}
Dado que las empresas tratan de maximizar los beneficios mediante el cálculo de la derivada de la ganancia y ponerlo igual a 0 se tiene que la demanda de mano de obra de las empresas es la siguiente:
{\displaystyle {\dfrac {d(f(N))}{dN}}={\dfrac {W}{P}}}
Los trabajadores deciden la cantidad de trabajo que se ofrecen basados en el salario real es igual a la razón entre el salario nominal y el nivel de precios percibidos.
Es evidente que la oferta de trabajo aumenta con el salario real porque pueden ganar más y más personas tienen más probabilidades de trabajar también con el aumento de la tasa de los salarios reales de interés debe subir para convencer a la gente a trabajar en lugar de invertir en títulos luego calcular la función de oferta de trabajo S tenemos:
{\displaystyle {\dfrac {W}{P}}=S(r,N)} con las derivadas parciales de ambos positivos: {\displaystyle S_{r}>0\quad S_{N}>0}
La obtención de W / P en el informe anterior y la sustitución de la otra, se obtiene:
{\displaystyle (4)\quad f^{'}(N)=S(r,N)}
Ahora se considera el sistema dado por la función implícita 4 por encima de donde P, R, S, N y M se consideran variables endógenas, exógenas G:
{\displaystyle {\begin{array}{l}(1)\quad T(Y,r)=-sY+I(r)=-G\\(2)\quad L(Y,r)={\dfrac {M}{P}}\\(3)\quad Y=f(N)\\(4)\quad S(r,N)=f^{'}(N)\end{array}}}
4 funciona como la T, L, Y, S son diferenciables y el determinante:
{\displaystyle det(J)=det\left({\begin{array}{cccc}0&{\dfrac {dI(r_{*})}{dr}}&-s&0\\{\dfrac {M}{p^{2}}}&L_{r}(Y_{*},r_{*})&L_{y}(Y_{*},r_{*})&0\\0&0&1&-{\dfrac {dF(N_{*})}{dN}}\\0&-S_{r}(N_{*},r_{*})&0&-S_{N}(N_{*},r_{*})+{\dfrac {d^{2}F(N_{*})}{dN}}\end{array}}\right)\neq 0}
Podemos aplicar el teorema de invertibilidad local de las funciones a continuación hay seis valores:
{\displaystyle Y_{*},r_{*},P_{*},N_{*},G_{*}=-T(Y_{*},r_{*}),M_{*}=L(Y_{*},r_{*})P_{*}}
de tal manera que:
{\displaystyle \left({\begin{array}{cccc}0&{\dfrac {dI(r_{*})}{dr}}&-s&0\\{\dfrac {M}{p^{2}}}&L_{r}(Y_{*},r_{*})&L_{y}(Y_{*},r_{*})&0\\0&0&1&-{\dfrac {dF(N_{*})}{dN}}\\0&-S_{r}(N_{*},r_{*})&0&-S_{N}(N_{*},r_{*})+{\dfrac {d^{2}F(N_{*})}{dN}}\end{array}}\right)\left({\begin{array}{cc}dp\\dr\\dY\\dN\end{array}}\right)=\left({\begin{array}{cc}-dG\\{\dfrac {1}{p}}dM\\0\\0\end{array}}\right)}
Cálculo de la matriz inversa de J y resolviendo el sistema se obtiene:
{\displaystyle {\begin{array}{l}(5)\quad dp={\dfrac {p^{2}(L_{r}S_{N}-L_{r}f^{''}(N)-L_{Y}S_{r}f^{'}(N))}{(I^{'}(r)S_{N}-I^{'}(r)f^{''}(N)+sS_{r}f^{'}(N))M}}dG+{\dfrac {p}{M}}dM\\(6)\quad dr={\dfrac {f^{''}(N)-S_{N}}{I^{'}(r)S_{N}-I^{'}(r)f^{''}(N)+sS_{r}f^{'}(N)}}dG\\(7)\quad dY={\dfrac {S_{r}f^{'}(N)}{I^{'}(r)S_{N}-I^{'}(r)f^{''}(N)+sS_{r}f^{'}(N)}}dG\\(8)\quad dN={\dfrac {S_{r}}{I^{'}(r)S_{N}-I^{'}(r)f^{''}(N)+sS_{r}f^{'}(N)}}dG\end{array}}:}
Lo primero que se nota es que la política monetaria, es decir, el cambio en la oferta monetaria por el banco central de DM, es decir, no solo afecta a la inflación en la tasa de interés r, Y el PIB y el número de ocupados N por lo que si aumenta la cantidad de dinero está creciendo la inflación, si se disminuye el suministro de dinero también disminuye la inflación, mientras que no es posible evaluar el efecto de aumentar o disminuir el gasto público en la inflación como en (5) el término dG se multiplica por una cantidad cuyo signo no puede ser evaluada.
La elaboración de la (7) y (8) se obtiene:
{\displaystyle dN={\dfrac {dY}{f^{'}(N)}}}
y dado que el término f^{'}(N)>0 entonces si el PIB crece también aumenta el número de empleados, si las veces el PIB disminuya el número de empleados.
Así que quiere estudiar (6), (7) y (8) el único problema que se plantea es el de evaluar el signo de la desigualdad en la balanza:
{\displaystyle (9)\quad I^{'}(r)S_{N}-I^{'}(r)f^{''}(N)+sS_{r}f^{'}(N)>0}
que es igual a:
{\displaystyle I^{'}(r)(f^{''}(N)-S_{N})<sS_{r}f^{'}(N)}
Se observa que los dos miembros de la desigualdad son positivos de modo que la desigualdad se cumple, es necesario que el primer miembro de la inecuación es una cantidad positiva menor que el segundo miembro.
Puesto que la función I está disminuyendo en D la derivada de una función en un punto equivalente a la tangente trigonométrica del ángulo \alpha formado por la tangente geométrica a la función en ese punto con el eje x, puesto que la función tangente está aumentando en \alpha de modo que la derivada de I es suficientemente pequeño, es necesario que \alpha es tan pequeño como sea posible y por lo tanto es necesario que [1] es también necesario que la propensión marginal a ahorrar es lo suficientemente grande y que las personas interesadas en invertir en valores en lugar de trabajar están muchos. De esta manera la desigualdad (9) se cumple.
Como se desprende de la estática comparativa de la obra clásica del modelo si la propensión a invertir de las empresas es menor que la propensión marginal al ahorro y la gente está más interesada en invertir en valores en lugar de trabajar para que la desigualdad se cumple:
{\displaystyle (1)\quad I^{'}(r)(f^{''}(N)-S_{N})<sS_{r}f^{'}(N)}
entonces una disminución en el gasto público disminuye el PIB y el número de empleados y aumenta la tasa de interés, por lo que el ratio Deuda / PIB tiende a aumentar. Por el contrario aumentar cierto gasto aumenta el PIB y el número de empleados y disminuye la tasa de interés, por lo que el ratio Deuda / PIB tiende a disminuir. Está claro, pues, que en el caso de que se cumple la desigualdad (1) el Estado antes de seguir cualquier disminución en el gasto público debería adoptar políticas para fomentar la inversión en la economía real y penalizar la propensión marginal a ahorrar de manera que el desigualdad (1) no se cumplen.

### Casos política fiscal correcta
1. Si la desigualdad (9) está satisfecho con un aumento en el gasto del gobierno aumenta el PIB y el número de empleados y disminuye la tasa de interés.
2. Si la desigualdad (9) no se satisface con una disminución en el gasto del gobierno aumenta el PIB y el número de empleados y disminuye la tasa de interés.

### Casos política fiscal incorrecta
1. Si la desigualdad (9) está satisfecho con una disminución en el gasto público disminuye el PIB y el número de empleados y aumenta la tasa de interés.
2. Si la desigualdad (9) no se satisface con un aumento en el gasto público disminuye el PIB y el número de empleados y aumenta la tasa de interés y la inflación.

## Deuda pública en España

### Deuda pública en España
La deuda pública en España está constituida por los siguientes títulos:
- Letras del Tesoro
- Bonos del Estado
- Obligaciones del Estado